# Metodă nouă de scriere și cetire
Metodă noŭă de scriere și cetire pentru uzul clasei I primară, cunoscută și ca Abecedarul lui Creangă, a fost o lucrare didactică redactată de Ion Creangă, în colaborare cu colegii săi institutori C. Grigorescu, Gh. Ienăchescu, N. Climescu, V. Răceanu și A. Simionescu. A apărut la Iași, în 1868, și a avut 23 de ediții succesive până în 1893. În epocă și ulterior după aceea până în perioada interbelică, sistemul a permis existența unor manuale paralele, drept care abecedarul respectiv a circulat concomitent cu alte manuale de acest tip.

## Contextul apariției
După Unirea din 1859, una din problemele dificile cu care se confruntau autoritățile școlare din Principate a fost uniformizarea manualelor, modernizarea conținutului lor și generalizarea alfabetului latin în redactarea acestora. În vederea soluționării ei, legea instrucțiunii prevedea ca noul minister unificat să organizeze concursuri pentru elaborarea cărților școlare. Un astfel de concurs a fost organizat în 1865, având ca scop și realizarea unui „Abecedariu”, alături de alte manuale destinate învățământului elementar. Erau formulate și condițiile pe care acesta trebuia să le întrunească: „fiind cărți destinate pentru clasele primarie, caută să fie scrise în limbă câtu se poate de populară; să fie lucrate după cele mai noi metode de învățământu [...]; să nu fie reproducțiunea sau imitațiunea cu neînsemnate modificațiuni a cărților esistente și adoptate în școle, și în totu modu să fie superioare cărților esistente”. Un an mai târziu, Consiliul permanent al instrucțiunii a constatat că nu s-a putut obține rezultatul dorit și a propus reluarea concursului.
În 1864, tânărul Ion Creangă, pe atunci diacon înscris la Școala preparandală de la Trei Ierarhi din Iași, unde îl avea ca profesor și director pe Titu Maiorescu, a fost numit prin decret domnesc institutor provizoriu la clasa I-a, secțiunea a II-a, a școlii primare (vasiliene) Trei Ierarhi. Începe astfel o lungă carieră în care scriitorul a slujit cu pasiune în învățământ (chiar și pe timpul destituirii sale vremelnice, între 1872 și 1874), până la agravarea bolii sale, spre sfârșitul vieții.
La intrarea lui Creangă în învățământ, în epocă era în uz abecedarului lui Iarca, într-un context în care activitatea de predare se desfășura după două metode – una mai veche numită lancasteriană și cu care viitorul autor de manuale intrase în contact încă de la Humulești în școala  bădiței Vasile și, una modernă – numită și scriptolegă, promovată de foștii elvi ai lui Titu Maiorescu. Dacă în ceea ce privește prima metodă, copii învățau mai întâi să citească prin memorarea mai întâi individuală a literelor și după aceea învățării silabisirii (metoda silabării), urmând ca deabea ulterior să ajungă să știe a scrie, prin a doua metodă scrierea era învățată în același timp cu cititul. Totuși a doua metodă nu avea un suport de curs, astfel că a apărut în 1864 pentru prima dată în acest scop abecedarul scriptologic al evreului Schwartz, compilat după manuale străine și adaptat pentru copii din școlile confesionale iudaice. Acesta avea însă din păcate ca principal defect probleme de limbă, deoarece Schwartz nu știa bine limba română.

## Redactare și publicare

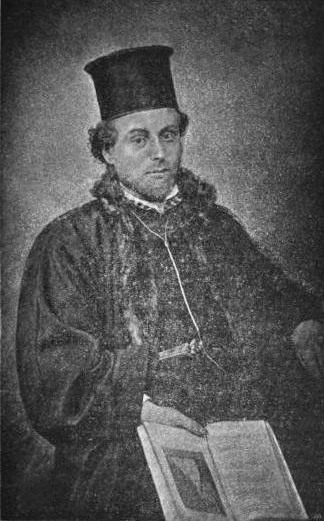
Tânărul Creangă în veșmânt de diacon

Încă din primii ani de institutorat, Creangă a început să strângă material pentru redactarea unui manual destinat învățării scrierii și citirii. A făcut-o, probabil, la îndemnul lui Maiorescu și mai ales datorită nevoii grabnice de cărți școlare din acea perioadă.
În relatarea lui George Călinescu, Ion Creangă se uni cu alți cinci institutori „spre a compune un abecedar ca lumea. Până atunci copiii învățaseră cum da Dumnezeu și după cum era și dascălul, cărți fiind puține și proaste”. Gheorghe Ienăchescu (poreclit „Ghiță Chițibuș”) era un vechi prieten al diaconului de pe vremea Seminarului teologic de la Socola. C. Grigorescu era un dascăl mai vechi de la Școala primară din Trei Ierarhi unde preda și Creangă. Institutorii V. Răceanu, A. Simionescu și A. Climescu erau și ei colegi de generație de la aceeași școală. Colaboratorii (care conform celor spuse de Creangă s-au reunit încă din perioada 1863-1864) și-au împărțit sarcinile, Creangă păstrându-și „partea literară și dreptul de a trece prin ciur totul din punctul de vedere al corectei vorbiri”. Pentru discuții și redactare, colegii se reuneau fie seara în localul școlii ori acasă la Răceanu, fie probabil mai ales în locuința lui Creangă, „pentru că diaconul lucra în sudori și voia să se simtă la largul său. Țăranul, când prășește, stă cu piciorul gol și cu pieptul desfăcut și scuipă-ntâi în palme.”
Lucrarea a fost finalizată în 1867 și propusă inițial spre publicare societății Junimea, care a acceptat-o. Totuși, tipografia acesteia nu dispunea încă de un corp de literă caligrafică, necesar învățării scrisului de mână, iar apariția cărții risca să întârzie. Autorii s-au adresat atunci nou înființatei „Societăți pentru învățătura poporului român” de la Iași. Aceasta a numit o comisie alcătuită din trei membri (institutorul I.A. Darzeu și profesorii M. Buznea și I. Stavrat) care a analizat manualul și a recomandat tipărirea lui.
Prima ediție a fost publicată pe cheltuiala „Societății pentru învățătura poporului român” în 1868 la Iași la tipografia H. Goldner, într-un număr de 4000 de exemplare. Autorii au renunțat la remunerația ce ar fi urmat să o primească pentru prima ediție a acestei lucrări, cu condiția ca beneficiul obținut să finanțeze apariția unei a doua ediții – care a văzut lumina tiparului într-un tiraj de 8000 de exemplare în noiembrie același an. În 1876 aceeași societate a stipendiat publicarea unui nou tiraj de 12000 exemplare.
Imediat după prima ei apariție, lucrarea a fost aprobată și adoptată ca manual („carte didactică”) pentru clasa I-a din școlile primare prin decizia Ministerului Instrucțiunei Publice și al Cultelor nr. 10.099 din 11 septembrie 1868 (publicată în Monitorul Oficial nr. 208 din același an). În 1876, ea a fost aprobată și prin decretul domnesc al domnitorului Carol publicat în Monitorul Oficial al României nr. 14 din 20 ianuarie (1 februarie) 1876.
Dacă deja la cea de-a doua ediție manualul a cuprins 72 de pagini, îmbunătățiri și adăugiri succesive de texte și imagini au dus în 1893 la un volum de 88 de pagini. Manualul a avut un deosebit succes, fiind difuzat în întregul Regat și, a servit inclusiv ca suport de curs pentru instruirea adulților, în armată. La ediția a cincea, din 1871, cartea a ajuns la tirajul, rar pentru acea vreme, de 36.000 de exemplare.
Metodă noŭă de scriere și cetire a fost prima lucrare publicată sub semnătura lui Creangă. Ea i-a adus autorului un „câștig proporțional bunișor”, care i-a permis să-și cumpere casă și să trăiască „fără a se umili tagmei preoțești”. Totodată, încurajat de succesul ei, Creangă a redactat în continuare și alte lucrări didactice, tot în colaborare: Învățătorul Copiilor, Carte de cetire în clasele primare de ambele secse (1871), Povățuitoriu la cetire prin scriere după sistema fonetică (1876) și Geografia Județului Iași (1879).

## Structura lucrării

Fragment din lecția 2 - introducerea literei m

Manualul cuprindea trei părți și se încheia cu o secțiune de rugăciuni și tabele aritmetice.[A]
Prima parte a purtat inițial titlul „Litere mici de scrisu și de tipariu  - Cuvinte une-silabe și propuseciuni” (termenul „propuseciuni” era preluat din lucrarea Regulele limbei române a lui Titu Maiorescu și a fost înlocuit ulterior cu acela de „propoziții”, iar „une-silabe” a fost înlocuit cu descrierea „de câte-o silabă”). Această parte era divizată în 23 de „lecțiuni”, dintre care primele 10 erau destinate învățării literelor mici ale alfabetului latin al limbii române.
Ordinea introducerii literelor individuale era: i - n - u - c - m - o - t - ț - a - d - ḑ - p - b - h - e - l - f - j - g - s - ș - r - v - z - ă - ĕ - â - ê - î. Ea s-a păstrat neschimbată de-a lungul diferitelor ediții, cu mici excepții: litera ḑ a fost eliminată ulterior, iar literele b - h și â - ê - î au fost permutate între ele, în cadrul acelorași secțiuni. Fiecare lecție începea cu recapitularea tuturor literelor învățate anterior.
La sfârșitul lecției 10, cele 29 de litere sunt rearanjate în ordine alfabetică, iar apoi împărțite în vocale și consoane. Sunt recapitulate cele 10 cifre arabe.
Următoarele lecții ale primei părți (11-23) se refereau la grupuri de litere cu rol special în formarea silabelor și pronunțare: consoane „nedespărțibile”, i și u semivocalice în diftongi și triftongi, grupurile ce – ci – ge – gi.
Partea a doua era intitulată „Cuvinte de mai multe silabe și propuseciuni” și cuprindea inițial 18 lecții (numărul acestora a crescut în edițiile de mai târziu). În cadrul lor erau învățate alte grupuri de litere cu probleme ortografice și ortoepice speciale, primele noțiuni de gramatică (numărul „singurit” = singular. „înmulțit” = plural), literele majuscule și semnele de punctuație. Ultimele lecții ale acestei părți cuprindeau și primele texte mai elaborate, în versuri și proză.
Partea a treia conținea istorioare morale, fabule, poezii și proverbe. Bucățile de citire care predominau erau fie cu rol moralizator ori care descriau fenomene naturale, subiecte din literatura populară sau aflate în legătură cu probleme din viata de zi cu zi. Se găseau și unele texte (precum „Mărirea strămoșilor”, „Ștefan cel Mare și șoimul”, „Unirea face puterea”, „Patriea mea”) care tratau probleme ținând de statul român și istoria sa în contextul național și geografico-istoric.
Lucrarea se încheie cu o comparație  între „alfabetulu cirilicu” și  „celu Românu”, inclusiv câteva texte redactate în alfabetul chirilic românesc, un „Manualu de Rugăciuni”, „Tabela Adunărei și a Scăderei”, „Tabela înmulțirei”, „Tabela împărțirei” și „Tabela de înmulțire a lui Pitagora”, [Cifre romane].

## Aprecieri critice, polemici
Alături de operele similare ale altor autori, abecedarul respectiv a făcut parte dintr-o serie de lucrări cruciale pentru dezvoltarea limbii și literaturii române. Bine conceput și suport al aplicării în România a unei noi metode de învățare, manualul a fost apreciat de către corpul profesoral, fiind utilizat pe scară largă în România timp de mai multe decenii. Chiar și după moartea lui Creangă, noi ediții au continuat să apară.

Ion Creangă în ultimii ani ai vieții

După destituirea sa din învățământ, în vara anului 1872, pentru a nu fi stânjenită difuzarea, din anunțurile referitoare la „Metodă noŭă de scriere și cetire” publicate în ziare în preajma deschiderii noului an școlar, numele lui Creangă a fost îndepărtat dintre autori (faptul că acesta fusese înlăturat de la catedră prin aplicarea celei mai severe pedepse disciplinare, nu putea contribui la răspândirea cărții).
Existența unor manuale paralele, a dat naștere unei lupte între diverși autori pentru impunerea manualelor proprii în cât mai multe școli, prin excluderea cărților rivale. În 1876 Aron Densușianu a dat  startul – prin acuzația de plagiat după abecedarul din 1864 al lui Schwartz, unei serii de critici adresate lui Creangă – în ceea ce privește manualul, critici căreia i s-au asociat în 1877 în ziarele „Liberalul” din Iași și „Lupta” cele exprimate de către I . Pop. Florentin –  profesor secundar și suplinitor al lui Titu Maiorescu la Universitate. Creangă i-a răspuns în 1888 lui Florentin apărându-și lucrarea, prin „Răspuns la criticele nedrepte și calomniile înverșunate îndreptate contra cărților noastre de școală de către domnul Ioan Pop Florantin”.
Deși cu unele defecte și stângăcii, abecedarul a avut meritul de a încerca să întrebuințeze treptele formale și a se bizui mai mult pe percepție. La modul real însă – cu excepția folosirii unei limbi cu adevărat românești, prea mult progres față de abecedarul lui Schwartz nu a avut loc. În edițiile inițiale au lipsit ilustrațiile (introduse în 1889 odată cu cea de a XXI ediție, ulterior criticilor exprimate de I . Pop. Florentin), iar printre defecte, Vasile Alecsandri menționa în 1874 „împestrițarea cu prea multele iune și presărarea ortografiei cu prea mulți de u”. În partea a doua a manualului se făcea prea de timpuriu analiza gramaticală, iar în partea a treia textele nu aveau „culoarea” descriptivă care să „izbească” închipuirea copilului (cu excepția unora în care se poate bănui contribuția lui Creangă).